# Северно море (ТВ филм)
„Северно море” је југословенски ТВ филм из 1968. године. Режирао га је Србољуб Станковић а сценарио је написао Стеван Пешић.

## Улоге
| Глумац            | Улога |
| ----------------- | ----- |
| Милутин Бутковић  |       |
| Татјана Лукјанова |       |
| Драган Николић    |       |
| Виктор Старчић    |       |